# The Bank of Edwardsville
The Bank of Edwardsville é um banco americano tradicional fundado em 1868 e localizado em Edwardsville, Illinois. Foi adquirida pela First Busey Corporation, holding do Busey Bank, no início de 2019.
Os depósitos dos clientes são segurados pelo FDIC e podem usar 19 escritórios bancários localizados em Alton, Belleville, Bethalto, Collinsville, Glen Carbon, Granite City, Swansea, St. Louis, etc.
Os serviços incluem:
- poupança pessoal e contas correntes
- contas do mercado monetário
- Contas do Christmas Club
- empréstimos ao consumidor, etc.